# Ван Керкхове, Анри
Анри ван Керкхове (нидерл. Henri Van Kerckhove 6 сентября 1926, Брюссель — 4 ноября 1999, Лёвен, Фламандский регион) — бельгийский профессиональный шоссейный велогонщик в 1947-1960 годах. Бронзовый призёр Чемпионата мира по шоссейному велоспорту в групповой гонке среди любителей (1946), двукратный победитель многодневной велогонки Тур Бельгии (1952, 1954).

## Достижения
1946
3-й  Чемпионат мира — Групповая гонка (любители)
1948
1-й — Этап 1 Тур Бельгии
7-й Льеж — Бастонь — Льеж 
1949
1-й — Этап 1 Тур Бельгии
1-й — Этап 8 Тур Нидерландов
2-й De Drie Zustersteden 
1951
2-й Натионале Слёйтингспрейс
3-й Tour de l'Ouest — Генеральная классификация
1-й — Этап 7
3-й Гран-при Зоттегема
1952
1-й Тур Бельгии — Генеральная классификация
1-й — Этап 3 Тур Нидерландов
2-й Льеж — Бастонь — Льеж 
3-й Натионале Слёйтингспрейс 
3-й Гран-при Вилворде
3-й Омлоп ван хет Хаутланд
1953
1-й Escaut-Dendre-Lys 
6-й Омлоп Хет Ниувсблад 
7-й Тур Бельгии — Генеральная классификация
1954
1-й Тур Бельгии — Генеральная классификация
1-й — Этап 1
1-й Escaut-Dendre-Lys 
1-й — Этап 5 Тур Европы
4-й Льеж — Бастонь — Льеж 
7-й Тур Романдии — Генеральная классификация
1955
5-й Дварс дор Фландерен
1956
10-й Чемпионат Бельгии — Групповая гонка

## Статистика выступлений

### Гранд-туры
| Гранд-тур                 | 1952 |
| ------------------------- | ---- |
| Джиро д’Италия            | —    |
| Тур де Франс              | НФ   |
| (c 2010 ) Вуэльта Испании | НП   |

| —  | Не участвовал               |
| НП | Соревнование не проводилось |
| НФ | Не финишировал              |